# Foment Cultural i Artístic
El Foment Cultural i Artístic és un edifici del municipi de Sant Joan Despí (Baix Llobregat) inclòs a l'Inventari del Patrimoni Arquitectònic de Catalunya. És un edifici en la carretera comarcal BV-2001 i seu del Foment i Sindicat Agrícola, ara Foment Cultural i Artístic. Ocupa la part principal del carrer Major i part del carrer d'en Baltasar d'Espanya, i fou més tard Ateneu Instructiu. És compost de planta baixa i dos pisos. La façana es remata amb un frontis que suporta elements decoratius. La part baixa és destinada a cafè i centre social, mentre que el primer pis era destinat a cinema i avui a donar cabuda a actuacions en directe.
En els seus orígens fou un cafè anomenat "Cal Gil" o "Foment", lloc de reunió dels terratinents. Al núm. 68 del mateix carrer s'hi trobava "El centre" o "Cal Just", avui bar Sugranyes, que era lloc de reunió dels treballadors del camp. Entre els dos locals sortiren totes les polèmiques ideològiques de la població. L'any 1925 es va sol·licitar permís per instal·lar-hi un cinema (el segon a Sant Joan Despí), que funcionà des de 1928 fins a l'any 1976, quan s'incendià la sala destinada a exhibicions. Una vegada reparada, funciona com a sala d'espectacles des del 1982.